# Tally Brown, New York
 Tally Brown, New York  és una pel·lícula documental de 1979 dirigida, escrita i produïda per Rosa von Praunheim. La pel·lícula tracta sobre la carrera de cantant i actor de Tally Brown, una cantant d'òpera i blues de formació clàssica que va ser una estrella de pel·lícules underground a Nova York i un habitant del seu inframón a finals dels anys 60.
En aquest documental, Praunheim es basa en extenses entrevistes amb Brown, ja que explica la seva col·laboració amb Andy Warhol, Taylor Mead i altres, així com les seves amistats amb l'artista Ching Ho Cheng, els intèrprets Holly Woodlawn, i Divine. Brown obre la pel·lícula amb una versió de "Heroes" de David Bowie i conclou amb "Rock 'n' Roll Suicide". La pel·lícula capta no només la carrera de Tally Brown, sinó també un entorn particular de Nova York als anys 70.
El mateix any de la seva estrena, el documental va guanyar el Premi de Plata del Cinema Alemany als Premis del Cinema Alemany a la millor pel·lícula no llargmetratge. El documental també destaca per ser el primer dels molts retrats de dones de Von Praunheim, generalment intèrprets llegendaris envellits, que s'han convertit en figures de culte entre la comunitat LGBT.